# Canicule européenne de 2010
Pour des articles plus généraux, voir Canicules de 2010 dans l'hémisphère nord et Canicule en Europe.

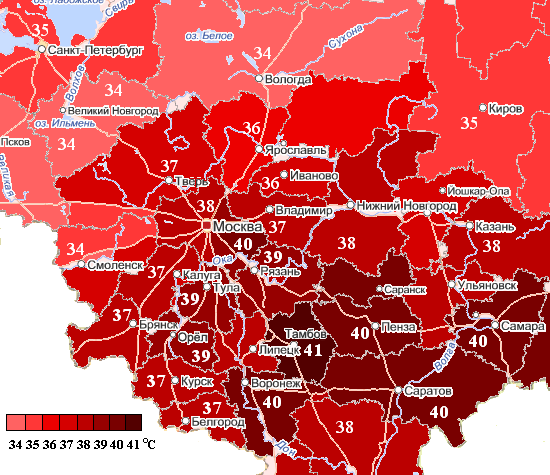
Températures en Russie le 31 juillet 2010

La canicule européenne de 2010 est une période de chaleur estivale inhabituelle qui a affecté principalement la Russie en juillet 2010. Ce mois a été le plus chaud jamais enregistré à Moscou depuis 1880, date des premiers enregistrements météorologiques modernes et même les nuits ont souvent été « tropicales ». Cet évènement climatique a vu de nombreux records de température tomber. Ainsi à Moscou, le 31 juillet 2010, la température est montée à plus de 38 °C et le 7 août, Saint-Pétersbourg connaissait son maximum record absolu à 37,1 °C.
D'immenses incendies ont ravagé les régions voisines de Moscou, faisant 52 morts. Dans la capitale russe, le taux de mortalité a doublé car les fortes chaleurs et la fumée dégagée par les incendies provoquent des hyperthermies, des problèmes cardiaques et des crises d'asthme.

## Situation météorologique

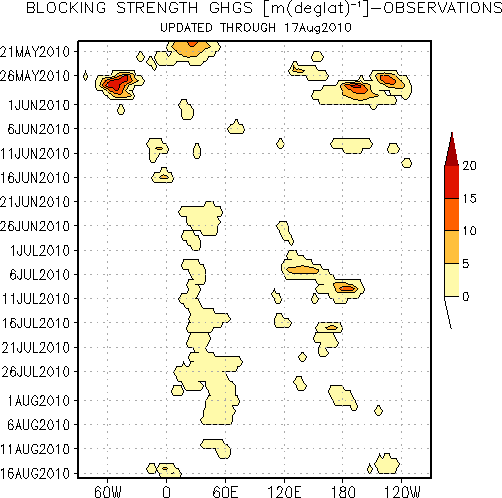
Diagramme de Hovmöller qui indique les régions où le flux est bloqué selon la date et la longitude

La cause directe de la canicule était un bloc Oméga persistant sur la Russie Européenne de la circulation atmosphérique synoptique d'altitude. Ainsi, un anticyclone de blocage alimenté en air très chaud et très sec resta vissé sur ce pays tandis que de part et d'autre de cet masse de haute pression se trouvaient deux dépressions coupées dans lesquelles circulaient de l'air beaucoup plus frais. Le diagramme ci-contre illustre ce fait. L'axe des abscisses représente la latitude, qui se déroule vers l'Est en allant vers la droite de l'axe. L'Europe étant situé entre -10° Ouest et 60° Est, elle est située dans la partie centre gauche du graphique. L'axe des ordonnées  représente l'écoulement du temps, qui se déroule vers le présent en allant vers le bas. Ainsi, chaque niveau représente une date, et le dernier jour est en bas du graphique.
Les couleurs représentent l'intensité du blocage. Le blocage est une situation où le flux zonal, circulant normalement d'ouest en est est quasi stationnaire, stationnaire, dévié ou rétrograde. On peut admettre en première approximation qu'une région située sous une dépression coupée connaîtra un temps frais et humide, et qu'une région située dans un anticyclone de blocage connaîtra un temps chaud et sec,.
On note un blocage récurrent sur la Russie Européenne, par 40° de latitude Ouest environ. Il s'étend du 21 juin au 12 août, avec une petite interruption début juillet et autour du 7 août. Il est d'intensité faible, représenté par un aplat jaune. Il sera cependant suffisant pour maintenir durant juin, juillet, et août, un flux de sud-ouest tropical qui sera la cause de la canicule. Il peut être intéressant de souligner également un second blocage, plus intermittent, aux environs des latitudes 120° à 140° Ouest. Il sera responsable d'une autre vague de chaleur, en Sibérie orientale. Cette seconde vague de chaleur n'aura cependant pas une intensité aussi forte, et touchera une zone faiblement peuplée. Entre ces deux blocages, un temps plus froid s'établit sur la Sibérie occidentale et centrale. Cette caractéristique de l'été 2010 en Russie est nettement visible sur la carte des anomalies de températures.

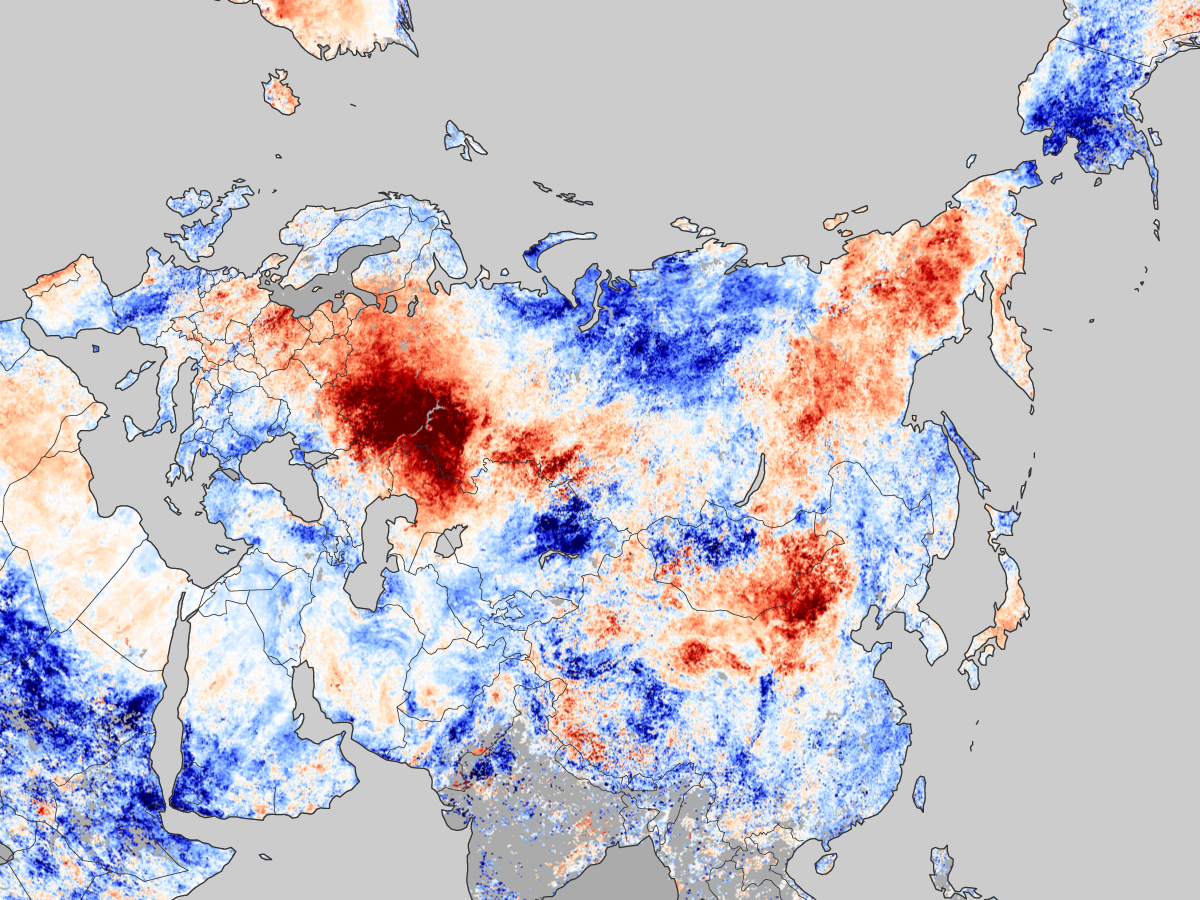
Carte des anomalies de températures de surface durant la semaine du 20 au 27 juillet,

Ce blocage, associé à une activité dépressionnaire sur l'Atlantique, a provoqué un puissant appel d'air tropical venu du Proche-Orient.
La persistance du blocage est inhabituelle. Cependant, si elle explique la persistance de la canicule, ce sont pour d'autres raisons. Le climat de la Russie européenne est marqué par une forte continentalité, tandis que l'anticyclone assurait un ensoleillement important. Les masses d'air se sont ainsi asséchées et réchauffées au-dessus du continent, ce qui a entretenu la canicule.
Les raisons de la persistance d'un tel blocage sont plus complexes, et une réponse complète est plus difficile à donner. Une transition vers une oscillation arctique fortement positive a pu alimenter une hausse des pressions aux latitudes moyennes. Cependant, la persistance d'un tel blocage dans le temps reste impossible à attribuer à divers facteurs dans l'immédiat.
Le service météorologique russe a parlé d'une période de retour de 1 000 ans pour cette canicule. Son intensité, sa durée, et son extension géographique, ont largement dépassé ce qui avait été observé durant l'été 2003.

## Conséquences

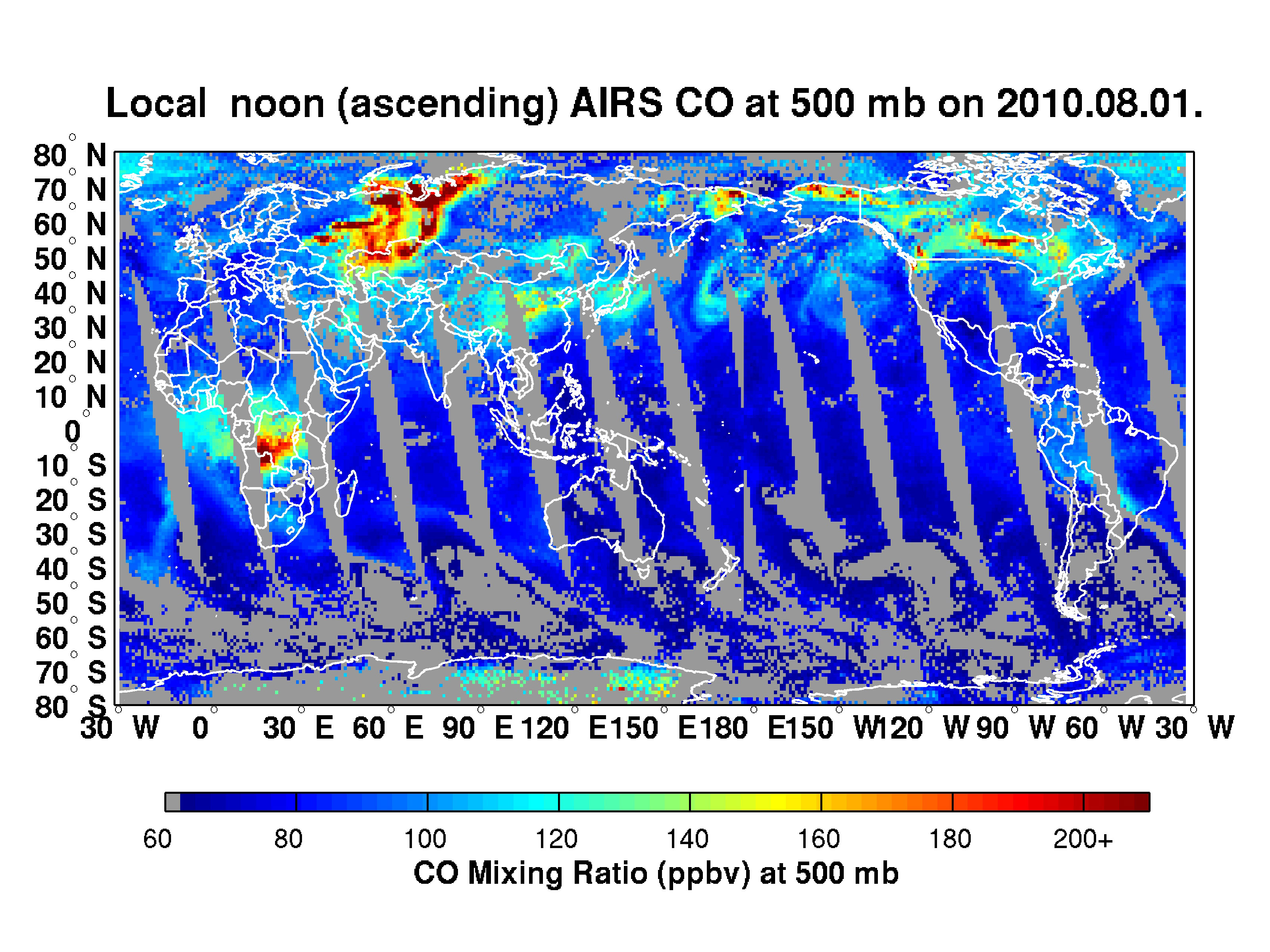
En raison des incendies, la concentration de monoxyde de carbone est très élevée dans l'air à 5500 m d'altitude.

Les autorités russes ont été accusées de vouloir dissimuler l'augmentation du taux de mortalité.
La gestion des incendies est également jugée sévèrement par la population. Le 6 août, 560 incendies de forêts et tourbières étaient recensés, couvrant environ 180 000 ha. Après avoir détruit une base militaire de l'aéronavale et celle d'une unité de parachutistes, les feux ont menacé plusieurs centres nucléaires. 3 900 hectares irradiés par la catastrophe de Tchernobyl ont été touchés.
Environ 10 millions d'hectares de culture sont détruits par la sécheresse en Russie, soit 20 % de la surface cultivable du pays. Cette catastrophe a des conséquences sur l'économie mondiale (hausse du prix du blé et effets induits).